# 2008年查茨沃思火车相撞事故
2008年查茨沃思火车相撞事故发生于美國加州洛杉矶市查茨沃思，於当地时间2008年9月12日（星期五）16:22（太平洋时区）一辆联合太平洋铁路货车和南加州都会铁道（南加州城铁）的行走文图拉县线的客运通勤列车在查茨沃思区迎头相撞，事故现场位于查茨沃思站以北的斯托尼角处，在这里双线变为单线并且向西弯曲成马蹄铁形状。
根据美国国家运输安全委员会调查的原因，事故中的南加州城铁的火车司机闯了红灯信号，然后进入了单线区域，当时这个区域是向南下货运列车开放的。NTSB调查原因得出发生事故的南加州城铁列车司机在发短信而导致没有看到铁路信号。
事故导致25人死亡，135人受伤，受到事故的影响，加州禁止火车司机在工作中使用手机。

## 碰撞
南加州都会铁道通勤列车111次列车由重达250,000-英磅（110-公噸）的EMD F59PH型柴油机车（SCAX 855）牵引三节庞巴迪双层客车，于15:35 PDT（22:35 UTC）离开位于洛杉矶市中心的联合車站将西行到位于文图拉县的穆尔帕克站。约40分钟后列车驶出查茨沃思站，当时车上共载有222人，随后往前行驶约1.25英里（2）时与联合太平洋铁路的货车迎头相撞。货车使用了两辆SD70ACe机车，重408,000英磅（185公噸）。城铁的第一辆车厢因惯性和前面的火车头撞到一起并起火。共三节机车，第一节城铁客车厢和7节货车厢均有不同程度的出轨。
事故发生后认定46岁的城铁司机Robert M. Sanchez未服从信号灯指示进入了红色信号灯区域，该灯红色表示前方的单条轨道区域不可进入。根据NTSB的报告显示列车在事故发身前并没有收到位于波莫纳的调度控制中心的警告。南加州都会铁道最初报道说调度试图联系列车乘务员警告他们；但这与NTSB的报道矛盾，因为报道指出调度员在事故发生后才注意到，并通知列车长。
有报道称在两辆火车相撞前至少有一名南加州都会铁道火车乘客看到驶来的货车，事发地铁路变成曲线。事故发生时列车长在最后一节旅客列车内，该列车长估计两车相撞时旅客列车的速度由40英里每小時（64每小時）突然降为零。NTSB的报道显示客车在相撞前速度为42英里每小時（68每小時）。货车在事发时以和城铁差不多的速度相向行驶，在事故发生前两秒货车司机触发紧急制动，而城铁司机没有踩刹车。

### 位置
事故发生位置位于货车出第28号隧道后150米左右，紧靠加州118号州道以南，靠近Heather Lee Lane和Andora Avenue交汇路口以及查茨沃思山学院。该事故位于查茨沃思和圣费尔南多谷交接附近。相撞的载客火车是南加州都会铁道的文图拉县线，曾经是南太平洋铁路运营的一条线路。南加州都会铁道自1990年代购买了南太平洋（现为联合太平洋铁路所拥有）此段铁路，但是南太平洋铁路仍然拥有此段铁路的货运服务权利。

### 铁路情况
铁路在经过奎纳多克托后由复线变为单线直到快到查茨沃思站再次变为复线，事故的发生地点就是即将再次变为复线前的拐弯处，载客列车刚刚进入单线就和货车撞上。而在奎纳多克托以西于凯瑟琳路直接相交成铁路道口后过一段又变成单线到西米谷站。如果要对这段单线铁路复线化则需要对三个隧道扩充，而这需要非常多的资金。这条单线铁路区段一天要经过24班载客火车和12班货运列车。
该线路的铁路信号灯设计让列车在两遍的复线上等待以确保单线上只有一趟列车在使用。在20世纪90年代对这里的信号系统进行了升级以支持南加州都会铁道的火车通勤的需求，南加州都会铁道的执行董事理查德·斯坦格曾表示在1991年到1998年该系统无故障运作。南加州都会铁道列车通常在查茨沃思站等待联合太平洋铁路的货车通过后在驶向西米谷站，除非货车已经到查茨沃思。

## 事发经过
| 车站          | 时间  |
| ------------- | ----- |
| 联合车站      | 15:35 |
| 格伦代尔      | 15:45 |
| 伯班克市中心  | 15:51 |
| 鲍勃·霍普机场 | 15:55 |
| 范奈斯        | 16:02 |
| 北岭          | 16:09 |
| 查茨沃思      | 16:16 |
| 西米谷        | 16:28 |
| 穆尔帕克      | 16:45 |

2008年9月12日的火车相撞事件过程（所有时间均为当地时间）：
| 05:54    |  | 火车司机桑切斯开始了他长达11小时的轮班。             |
| 06:44    |  | 桑切斯开始跑早上第一班车。                           |
| 08:53    |  | 桑切斯跑完了第一班车，在途中他发送了45条短信。       |
| 09:26    |  | 桑切斯完成第一次轮班后下班。                         |
| 14:00    |  | 桑切斯重返工作，据报道之前他休息了两个小时。         |
| 15:03    |  | 桑切斯开始跑下午的班次。                             |
| 15:30    |  | 桑切斯用手机订购了穆尔帕克一家餐馆的烤牛肉三明治。   |
| 15:35    |  | 桑切斯驾驶855号机车带领111号列车驶出联合车站。       |
| 16:13    |  | 查茨沃思以北的信号灯显示的红色，要求该列车停下等待。 |
| 16:16    |  | 111号列车离开查茨沃思驶向西米谷。                    |
| 16:21:03 |  | 桑切斯收到途中的第七个短信。                         |
| 16:22:01 |  | 桑切斯发送途中第五个短信，此时距离相撞前22秒。       |
| 16:22:19 |  | 事故前4秒机车司机看到对方列车。                      |
| 16:22:21 |  | 事故前2秒联合太平洋铁路的火车司机触发紧急制动。      |
| 16:22:23 |  | 列车相撞，桑切斯当场死亡。                           |

## 后果

### 应急响应
事发周边的一个家庭报警后洛杉矶市消防局派出一个4人小组来尽给予“可能的物理救援”，4分钟后消防员抵达事故现场，16:30 PDT工作人员通过切开篱笆开出一条道路。抵达现场的消防队队长立即要求增派5辆救护车、30辆消防车支援，他要求对每节车厢都仔细搜索并救援每一个伤者。最终有数百名紧急救援人员参与救援和路线恢复工作，其中包括250名消防队员。
“查茨沃思火车相撞事件”被重新分类为“大规模伤亡事件”。洛杉矶市消防局出动了所有共计六架急救直升飞机，以及6个额外从洛杉矶县消防局和洛杉矶县警察局调来的直升飞机。洛杉矶郡行政长官在事件发生后立即启动应急响应。

### 伤亡

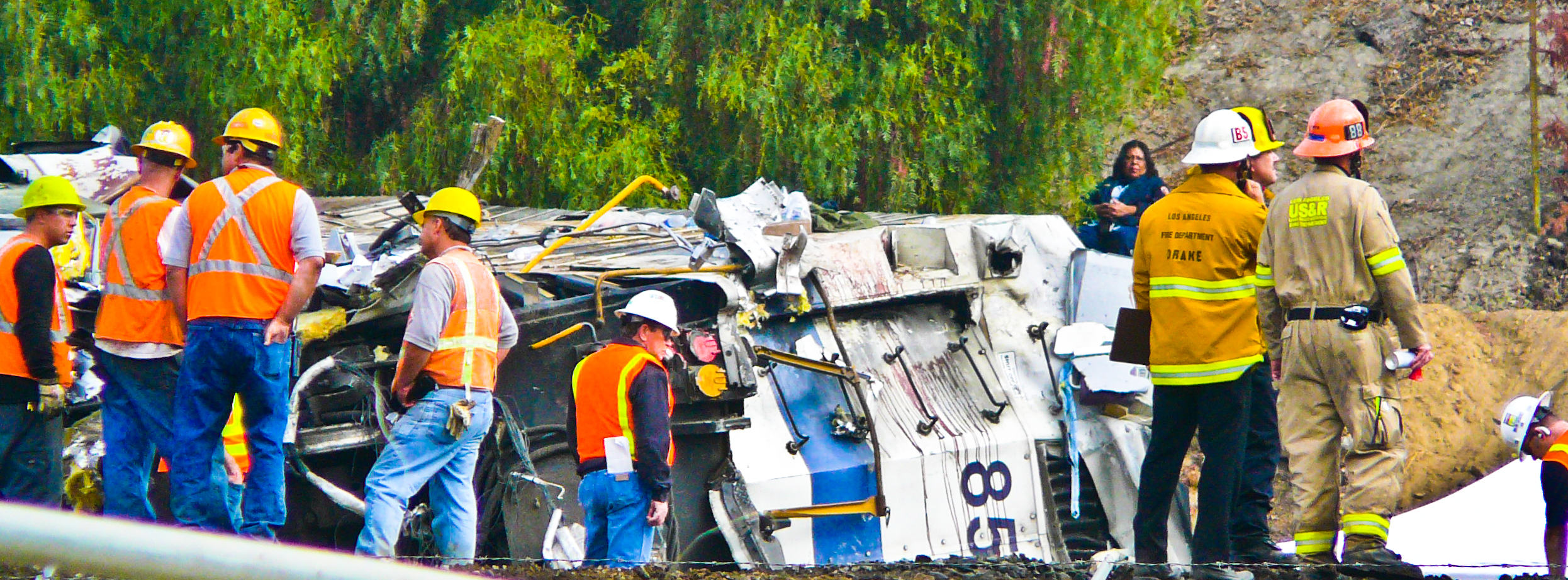
图为救援人员在清理事故现场。

事故共造成25人死亡，包括客运列车司机桑切斯和两名送至医院后因抢救无效而身亡的伤员。这次列车事故成为美国1993年以来最严重的一次，1993年9月22日美铁的日落特快经过大桥时因突然大桥被拖船撞坏而坠入河中，事故造成47人死亡。遇难者中有三名为亚裔，其中两人是华裔。
事故共造成135人受伤其中46人伤势严重，86人被送往13家医院。救护飞机共运送了40名伤员，患者分布在洛杉矶县所有共计12个创伤中心处接受治疗。位于米申希尔斯的普罗维登斯圣十字医疗中心接收了17名伤员，是这次事故治疗伤员最多的医院。
救援队长鲁达表示队员们从来没有遇过这么严重的事故，一名乘客向电视台记者说“血腥，一片狼藉，这就是一场灾难，太可怕了”。一名创伤外科医生表示大部分头部受伤、面部多出骨折、胸部外伤、肺功能衰竭、肋骨骨折、骨盆骨折、腿部和手臂骨折、皮肤割伤，有些人还出现了大脑出血的症状。根美联社报道KNBC电视台采访的一名没有公开姓名的男乘客表示自己曾经历过2005年轻轨列车事故。
洛杉矶县验尸官建立了一个带空调的帐篷作为在现场的一个临时停尸间。一名休班的洛杉矶警察局官员确认死亡人数无误，包括城铁火车司机，一名威立雅运输雇员，一名南加州都会铁道员工。KTLA报道有一名死者还经历过2005年格伦代尔火车相撞事故，另一位死者从南加州都会铁道1992年成立以来就一直在乘坐列车上下班。
许多受害者是乘坐该火车下班回家，多为在洛杉矶地区西米谷和穆尔帕克的居民。
4名员工幸存下来。消防员还救出了客运列车长和货运火车司机，货运司机在第二节机车内被大火围困。货车的司闸员在第二机车事发时也受伤。
搜救工作于9月13日14:30 PDT结束，此时距事故发生已过22个小时。

### 服务中断
事故导致太平洋冲浪者号和海岸星光号服务中断。美铁取消了太平洋冲浪者号圣路易斯奥比斯波到洛杉矶联合车站之间的服务以及海岸星光号洛杉矶联合车站到圣巴巴拉之间的服务。南加州都会铁道的文图拉县线则取消了查茨沃思以北的服务，事故发生四天后所有线路服务才都恢复。

### 事故调查

#### 初步调查争议
南加州都会铁道的发言人丹尼斯·泰瑞尔披露事故发生第二天的初步调查调度记录和计算机显示出事列车的司机未能阻在红色信号灯前停下，红灯表示他无权进入前面区域的路段。她说：“我们不知道如何发生错误，但我们相信这是发生了什么。我们相信我们的工程师们没有接到停止的信号”。泰瑞尔说如果司机服从信号，事故将不会发生。洛杉矶县监事会同时是南加州都会铁道的董事会成员唐·克纳贝觉得可能是信号灯出现技术故障。
南加州都会铁道两天后会议后泰瑞尔辞了职。泰瑞尔说她之所以不干是因为南加州都会铁道董事会要求她收回之前的声明；她认为在NTSB接手调查前这是正确的。她说她向南加州都会铁道公司的首席执行官戴维·索洛询问意见。但索洛证实他没有授权，但在事后说他不会给许可。辞职后她得到了好政府团体的称赞泰瑞尔坦率。洛杉矶时报的作者帕特·莫里森在文章中说“I am unclear of the concept of how the truth can somehow be premature. The truth is the truth.”

#### 官方调查
NTSB正式调查以确定可能的原因，但NTSB官员没有就现前南加州都会铁道发表的声明做评论。一名NTSB官员警告说事故的原因仍在调查中。NTSB已经回收火车黑匣子并在研究数据。南加州都会铁道的火车有两个数据记录器但是严重损坏，货运列车有一个数据和影像记录器NTSB表示将收集其它证据和目击证人证据并预计一年多在正式公布事故原因。
事故发生后铁路信号系统的测试表明工作正常，应该显示为正确的信号传达给列车，两个显示为黄色的信号灯在查茨沃思火站，一个显示为红色的信号灯车站以北复线变单线入口前。“我们可以自信地说信号系统工作正常”NTSB董事会成员率先在试验后的新闻发布会上表示，NTSB将重点调查人为因素。
NTSB在现场进行了最后的视距测试并允许恢复服务。测试结果显示两边的司机在事故前5秒钟才能看到对方列车。
NTSB表示幸存者无法接受采访，因为他们仍然从他们的伤势中恢复NTSB收集的南加州都会铁道有关的无线电通讯记录显示通过最后两个信号处列车司机没有和列车员没有相互确认，他们并没有收到两个信号。
国家运输安全委员会负责调查组的成员表示，他们也关注可能由火车司机轮班制度导致的疲劳驾驶问题。司机一天工作11.5个小时并通过轮班制度分成3.5小时一次，工作日之间有只有9个小时休息。
美国联邦铁路管理局（FRA）也正在调查，以确定是否违反任何联邦安全法规。另据报道说加州公共事业委员会排除10个有经验的人参与与国家运输安全委员会的工作调查，也将考虑到泰瑞尔辞职的问题

##### 信号灯可能误亮成绿色
正式调查的调查结束之前有三个证人出面表示，他们观察到南加州都会铁道的列车碰撞前离开查茨沃思站时车站信号灯是绿色的。一家报纸的记者在车站采访了证人并确认证人能够正常识别颜色。一个安全顾问说虽然这种类型的信号故障是非常罕见的，但是他在他13年的司机职业生涯中他碰到过两次。NTSB考虑到目击者的银行帐户以及基于其的信号系统的测试结果和证人于信号灯之间的距离后拒绝将他们的证词作为“相反的其他证据”。

#### 发短信
当地电视台报道指出通勤火车司机在开火车的同时和一名十几岁的火车爱好者发短信聊天，这违反了南加州都会铁道（Metrolink）的公司规定。火车爱好者收到火车司机发送的最后一条短信的记录显示是在事故发身前一分钟，短信回复内容写到："yea ... usually @ north camarillo," apparently a reference to a town further down the line where the engineer expected to meet another train.
NTSB没有恢复货车司机的手机数据，调查机构表示会检查这名火车爱好者的手机以获取资料来协助调查，而近期（2008年5月28日）发生在波士顿的轻轨相撞事故调查结果就是因为司机使用手机分心导致相撞。在火车司机的手机通话详单出来后NTSB确认司机在工作时有发短信，但是没有透露发短信的时间和事故发生时间的关系。之后在NTSB公布的初步事发经过报道中显示两车相撞前22秒客运火车司机发出了最后一条短信。
国家运输安全委员会的发言人拒绝发表进一步评论的初步时间表，称调查人员仍在提取数据中。南加州大学的两位学者使用NTSB公布的数据计算，确定客运火车司机在发送最后一条短信后几秒钟他通过了最后一个红色信号灯。犹他大学的心理学教授提出一种可能，认为发短信导致“疏忽性失明”从而引起火车司机看不到的信号灯。
几天后NTSB确认司机在工作时发短信，在事故发生不到一个星期加州公共事业委员会一致通过了一项暂时性紧急命令，禁止火车员工在工作时使用移动通信设备，并表示理由是先前三藩市城市铁路列车司机因使用手机而导致事故。一周后加州出台法律禁止开车时发短信，该法律将于2009年1月1日起开始实行。
事故发生时没有联邦法规规定列车工作人员在工作时禁止使用手机，但国家运输安全委员会在2003年曾建议联邦铁路管理局添加此法规，因为2002年在德克萨斯州一列货运火车司机使用手机导致火车相撞。然而直到这次事故发生19天后联邦铁路管理局才紧急第26号法令禁止铁路工作的员工使用“个人电子设备或电气设备”。

#### 列车长的任务
按照运行的规章制度，一名火车司机在每经过一个信号灯时都要向列车长汇报。这使得列车长可以拉下客车内的制动开关。然而在这起事件中，根据影像数据最后两个信号灯处均未做汇报，也导致列车长没能打开制动。

#### NTSB调查的结论和建议
2010年1月21日国家运输安全委员会发布新闻稿宣布该事故的调查结果。在报告中NTSB认为事故的原因是最有可能是因为客运列车的司机在驾驶火车时发短信导致没有注意到红色信号灯而撞上迎面而来的联合太平洋铁路货运列车。调查结果导致国家运输安全委员会建议联邦政府给所有机车和客运列车安装影像和音讯记录设备。

### 列车远程控制系统
官员、专家和律师都表示如果给车部署列车远程控制系统（positive train control（PTC））能避免事故，这个系统可以让调度控制中心直接把列车停下。联邦铁路总裁约瑟夫·H·博德曼告诉记者这个系统可以避免再次发生此类事故。美国国家运输安全委员会（NTSB）调查小组领导人表示她相信有这个系统能“阻止的了这起事故”的发生。但该系统没有得到广泛的部署，如果要美国全部部署这种系统需要花费数十亿美元。一名南加州都会铁道董事会成员承认他们正在研究这种技术但也向媒体暗示使用现成的PTC系统具有误导性，并否认成本不是主要原因。自2001年以来列车远程控制系统就是NTSB最想改进添加的安全系统功能。

### 诉讼
2008年9月15日一名19岁遇难者的家属将南加州都会铁道（Metrolink）告上法庭提出索赔，“声称该机构有意不采用有效的铁路安全措施”据他们所说，列车拥有避免这场灾难的控制措施。11天后，货运列车司闸员的律师代表起诉南加州都会铁道（Metrolink），案件的其他被告还包括“Veolia Transportation”及其子公司“Connex Railroad”，正是这家子公司“Connex Railroad”聘请了Metrolink的火车司机；由于南加州都会铁道和威立雅拒绝了们提出的索赔要求，所以选择起诉的方式。司闸员的律师表示南加州都会铁道（Metrolink）的火车司机当时“睡着了，并没有注意他周围发生了什么事情……”而且南加州都会铁道（Metrolink）“纵容这些危机四伏、漏洞百出的情况存在”。
这使得1997年美铁改革的责任法案（PL 105-134）将有可能发挥作用，法案规定客运火车事故最高可赔偿2亿美元。 彭博新闻社报道说这一事件很可能是对该法律的第一次考验，前众议院铁路委员会的职员谁帮写法律，谁预测的伤亡人数，还会有很多未解决的诉讼。两名受害者的代表律师同意要求赔偿5百万美元到1千万美元的赔偿。南加州都会铁道（Metrolink）说保险总额达1.5亿美元。
加州政府索赔法规定事故发生后要在6个月内支付赔偿。

### 其他铁路
事故后其他通勤铁路纷纷发表言论强调他们铁路运营的安全性，这些反应提供了一些其他运营商是如何降低风险的。美国最大的通勤铁路纽约长岛铁路的发言人就表示他们正在积极研究列车远程控制系统（positive train control（PTC）），但是还是决定使用“自动速度控制系统”（automatic speed control system），自动列车停止装置已经使用了50年。圣地亚哥的圣地亚哥海岸快铁通勤铁路线也具有自动列车停止系统，发言人表示如果火车司机没有在红色型号灯停下该系统会自动将火车停止下来。

### 纪念
事故发生不久后民众自发的在西米谷站架设鲜花。2009年9月8日第一个永久的纪念碑被安置在洛杉矶联合车站。2009年9月12日在西米谷站建设的纪念广场。广场设有11个栏目，上面有10个来自西米谷的遇难者以及另外14个遇难者。另外还有25标记的理由为纪念每一个受害者和一个休息区还有一个牌匾，以纪念2005年格伦代尔火车相撞事故。两天后在事故发生一周年之际在石角公园举行纪念仪式，这里十分靠近事故发生的位置。